# The Scoundrel
The Scoundrel (Brasil: O Enérgumeno ) é um filme estadunidense de 1935 do gênero drama, dirigido por Ben Hecht e Charles MacArthur. Este foi o primeiro filme estrelado por Noel Coward, em um atípico papel antipático. O ator só fizera antes uma ponta em Hearts of the World (1918). O filme foi o vencedor do Oscar de Melhor História Original de 1935.

## Sinopse
Anthony Mallare é um editor especializado em arruinar a reputação das pessoas. Odiado por todos, ele se apaixona pela poeta Cora Moore, que abandona o Capitão Paul Decker para ficar com ele. Paul sabe que Anthony tem má índole e não passa de um Don Juan e tenta matá-lo. Tempos depois, Anthony troca Cora por uma pianista, o que faz com que Cora pare de escrever e se afunde no álcool. Ela então deseja que Anthony morra e que ninguém chore sua falta, o que acontece em seguida, quando o avião em que ele estava cai no mar quando ia em direção às Bermudas.
Anthony vai para o Purgatório mas consegue voltar como fantasma com a missão de encontrar, em trinta dias, uma pessoa qualquer que chore por ele. Somente assim sua alma será salva. Ele, então, parte à procura de Cora, que voltara para Paul.

## Elenco
| Ator/Atriz          | Personagem        |
| ------------------- | ----------------- |
| Noel Coward         | Anthony Mallare   |
| Julie Haydon        | Cora Moore        |
| Stanley Ridges      | Paul Decker       |
| Martha Sleeper      | Julia Vivian      |
| Ernest Cossart      | Ernest Cossart    |
| Alexander Woollcott | Vanderveer Veyden |
| Everley Gregg       | Mildred Langwiter |
| Eduardo Ciannelli   | Maurice Stern     |

## Principais prêmios e indicações
| Prêmio         | Categoria(s) Indicada(s) | Categoria(s) Premiada(s)   |
| -------------- | ------------------------ | -------------------------- |
| Oscar          | Melhor História Original | Melhor História Original   |
| New York Times | ---                      | 10 Melhores Filmes de 1935 |